# Estação Reisterstown Plaza

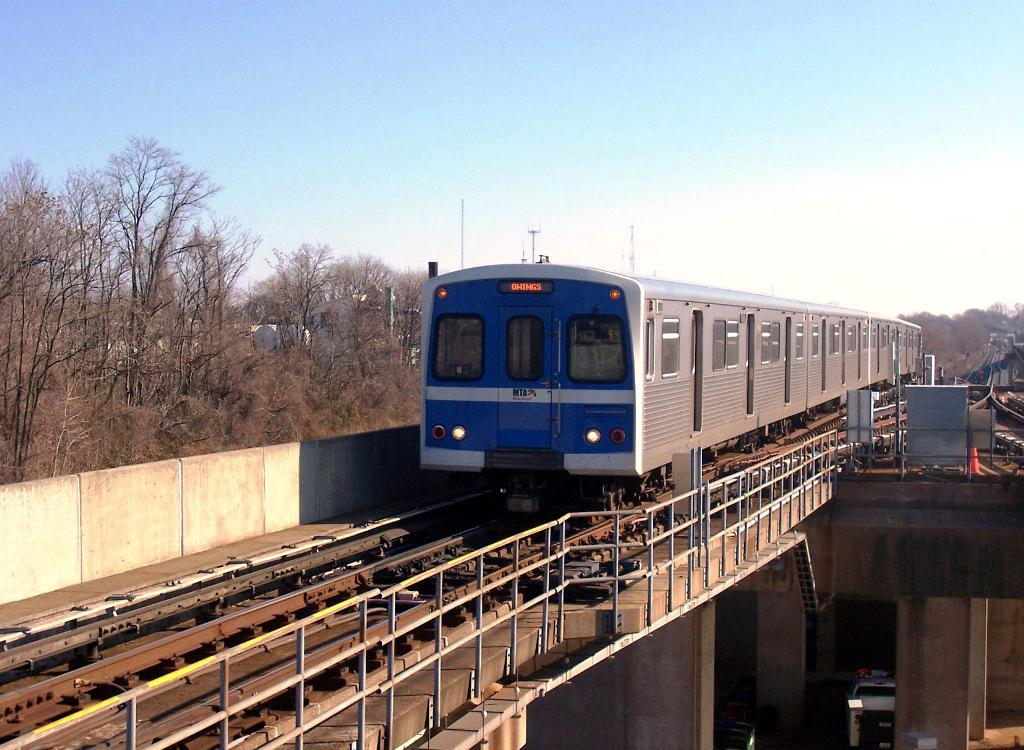
Trem na estação Reisterstown Plaza.

Reisterstown Plaza (Metro Subway) é uma estação metroviária da linha unica do Metrô de Baltimore (linha verde). 
A estação foi inaugurada em 1983. A sua plataforma é central, em forma de ilha, com duas linhas passando pela laterais.

## Ligação externa
- The MTA's Metro Subway page